# Wikidata
Wikidata is een project van de Wikimedia Foundation dat een centrale gegevensopslag (gegevens repositorium, kennisbank) biedt voor de verschillende Wikipedia taalversies. Het project werd in 2012 door Wikimedia Duitsland gestart. Wikidata is net zoals de andere projecten van de Wikimedia Foundation gericht op kennisoverdracht.
In het algemeen is het doel om gegevens, die in artikelen op Wikipedia en elders kunnen worden gebruikt, te organiseren. Wikidata beoogt een gemeenschappelijke bron van gegevens te zijn.
De ontwikkeling van Wikidata werd voor een bedrag van in totaal € 1,3 miljoen gefinancierd door het Allen Institute for Artificial Intelligence, de Gordon and Betty Moore Foundation en Google Inc.
De website is een wiki en kan in principe door iedereen worden aangepast. Wikidata is meertalig opgezet. Een deel van de gegevens is beschikbaar onder CC0, een licentie van de Creative Commons, en een ander deel onder de CC BY-SA, het deel van de Creative Commons met naamsvermelding. Wikidata werkt op basis van de RDF-standaard, die ook in Wikipedia wordt gebruikt. In essentie bestaat Wikidata uit een MediaWiki-kern met de Wikibase-extensies, de Wikibase Repository en Wikibase Client.

## Functionaliteit
- volledige meertaligheid
- interwikilinks: verwijzingen naar Wikipedia-lemma's in een andere taal
- integratie met Wikimedia Commons
- automatisch aanmaken van unieke sleutels.
- hiërarchische lijst van trefwoorden met (gedocumenteerde) attributen en onderlinge verwijzingen
- ondersteunen van infoboxes
- automatisch visualiseren van pagina's via Reasonator[8]
- opzoeken van data via een query tool
- validatie door middel van  constraints (niet afdwingbaar)
- conceptueel datamodel omvat slechts 1 enkele tabel met 3 kolommen
- logische datamodel wordt door de gebruikers geïmplementeerd via de hierarchy van properties en attributen
- RDF databanken kunnen logisch worden gekoppeld

## Technologie
- maakt gebruik van een generiek datamodel
- ieder object en ieder attribuut heeft een uniek en stabiel ID
- ieder object en attribuut heeft een label, een omschrijving en eventueel synoniemen in iedere taal
- ieder attribuut heeft een uniek datatype
- ieder object heeft op zijn minst een "is een" attribuut, of is een subklasse
- objecten kunnen via specifieke relationships (properties) naar elkaar verwijzen
- documentatie en metadata worden via eenzelfde techniek beschreven